# 海田総合公園
海田総合公園（かいたそうごうこうえん）は、広島県安芸郡海田町東海田にある総合公園。

## 沿革
2001年（平成13年）4月に管理センターが完成した。
2021年（令和3年）頃から拡張工事が本格化し、2026年（令和8年）3月末に終了する予定となっている。

## 施設・設備

### 管理棟・喫茶蜂カフェ
管理事務所やホール（蜂カフェ）、会議室、トイレを備えている。ただし、会議室は有料施設である。

### 遊具広場
広島県内で有数の規模を誇る大型遊具を備えており、園内で最も人気のあるスポットである。特に、滑り台は40ｍほどもあり、人気の遊具の一つとなっている。

### 芝そり広場
全長30mの草斜面となっており、芝そりを楽しむことができる。ただし、芝そりは各自の持ち込みが必要。

### ちびっこ広場
6才以下の幼児を対象とした遊び場。スロープ遊具の設置は広島県内初である。

### ロックガーデン
ヤマハギの生垣に囲まれた石庭。

### フルーツガーデン
およそ20種類の果樹が植えられている。

### せせらぎ広場
中央に小川があり、せせらぎの音が聞ける広場となっている。

### 四季の広場
数種類のサクラの木が植えてある。

## 交通アクセス
以下の出典。
- 東三迫橋バス停から徒歩20～30分程度。
- 海田総合公園停留所からすぐ。